# Фірлюк ангольський
Фірлюк ангольський (Mirafra angolensis) — вид горобцеподібних птахів родини жайворонкових (Alaudidae). Мешкає на півдні Центральної Африки.

## Опис
Довжина птаха становить 17—18 см, з яких від 4,6 до 5,8 см припадає на хвіст. Довжина дзьоба становить від 1,6 до 2,1 см. Середня вага становить 30–42 г. Виду не притаманний статевий диморфізм, хоча самці трохи більші і важчі за самиць.
Тім'я, потилиця і шия рудувато-коричневі. Верхня частина тіла рудувато-коричнева, поцяткована темними смужками. Обличчя охристе, горло білувате. Груди і живіт кремові, груди поцятковані темно-коричневими смужками. Живіт і гузка світло-кремові. Крила коричневі, краї крил рудуваті. Дзьоб зверху темно-роговий, знизу світліший. Очі червонувато-карі.

## Підвиди
Виділяють три підвиди:
- M. a. marungensis Hall, BP, 1958 — південний схід ДР Конго, південно-західна Танзанія;
- M. a. angolensis Barboza du Bocage, 1880 — північна, західна і центральна Ангола;
- M. a. antonii Hall, BP, 1958 — східна Ангола, південь ДР Конго, північно-західна Замбія.

## Поширення і екологія
Ангольські фірлюки мешкають в Анголі, Демократичній Республіці Конго, Замбії і Танзанії. Вони живуть на відкритих трав'яних рівнинах, порослих акаціями і чагарниками. Часто першими прилітають на поля, вигорілі під час пожеж.

## Поведінка
Ангольські фірлюки харчуються комахами та насінням. Сезон розмноження триває з вересня по січень. У кладці 3 яйця. Яйця кремового кольору, поцятковані коричневими плямами.